# 2020年東京オリンピック・パラリンピックの文化プログラム
2020年東京オリンピック・パラリンピック文化プログラム（2020ねんとうきょうオリンピック・パラリンピックぶんかプログラム）は、東京2020オリンピック・パラリンピック競技大会に際し実施される公式行事としての関連文化事業である。オリンピック憲章 と「オリンピックアジェンダ2020」 では、オリンピック開催にあたりスポーツのみならず教育を含めた文化オリンピアード（Cultural Olympiad）の実施を義務付けている。

## 芸術文化

### 準備計画
東京オリンピック・パラリンピック競技大会組織委員会は「文化・教育委員会」を設立、東京都も「文化プログラム検討部会」 を組織し「東京文化ビジョン」の素案を提示 して「東京キャラバン」を開始している。
文化プログラム計画はオリンピック招致にも影響することから、2016年の第31回夏季オリンピック東京招致に際し2006年に「東京芸術文化評議会」を設置し、「東京文化発信プロジェクト」を展開し、「アーツカウンシル東京」 として継続してきた実績がある。もともと東京は「文化創造都市」を標榜してきた経緯から「東京文化都市構想」が提案され、民間からも文化創造都市政策の提言もあり、世界遺産の国立西洋美術館がある上野公園を中心とした「上野『文化の杜』新構想」（東京文化資源区構想） などもある。
政府は日本文化を発信する首相直轄の「『日本の美』総合プロジェクト懇談会」を設置。また内閣官房に東京オリンピック競技大会・東京パラリンピック競技大会推進本部事務局を設置し、和食や祭りなどを世界に発信する「beyond2020プログラム」を展開。
この他、オリンピックを観光振興のきっかけにしようと地域活性化推進首長連合が310の自治体の参加で発足し、各地の伝統芸能や郷土料理を紹介することで日本文化を発信する。

### 実施プログラム
はパラリンピック応援に特化した障害者文化主体の催し。
- 2013年（平成25年）6月23日 - アスリートが出演する第1回オリンピックコンサート開催
- 2014年（平成26年）6月6日 - 第2回オリンピックコンサート開催
- 2015年（平成27年）
  - 6月15日 - 第3回オリンピックコンサート開催
  - 7月4日 - オリンピックコンサートin川越開催
  - 10月10日 - 東京キャラバン（プレイベント） ／ 於：駒沢オリンピック公園
- 2016年（平成28年）
  - 8月18日（現地時間） - リオデジャネイロにおいて日本文化を紹介する「東京キャラバン」が始まる[15]。
  - 10月7日 - 「幕開き 日本橋 ～東京2020文化オリンピアードキックオフ～」 ／ 於：福徳の森（日本橋室町）
  - 10月19-20日 - スポーツ・文化・ワールド・フォーラム ／ 於：ロームシアター京都
  - 10月21-22日 - 東京キャラバン ／ 於：六本木ヒルズアリーナ
  - 10月21-23日 - 日本とブラジルのアーティストがサンパウロで創作した作品を紹介する「TURN in BRASIL」 ／ 於：国立新美術館
  - 11月4-6日 - アール・ブリュット美術展（ヒューマンライツ・フェスタ東京2016） ／ 於：東京国際フォーラム
- 2017年（平成29年）3月4-5日 - 「This is NIPPON プレミアムシアター 初音ミク×鼓童 スペシャルライブ ～世界を驚愕させた二つの音が響きあう～」 ／ 於：NHKホール[16]

## その他の提言
大会組織委員会文化・教育委員会の第一回会合では「開会式は浴衣着用」などの案が出され、都検討部会では「盆踊りを盆ダンスとして披露」といった意見が出た。こうしたアイデアは2016年までに国際オリンピック委員会の承認を得る計画でいる。
2016年10月29日、「池袋ハロウィンコスプレ2016」に『リボンの騎士』のサファイアのコスプレで登場した小池百合子東京都知事は、「アニメ・漫画はクールジャパンの代表格で、東京オリンピック・パラリンピックでもスポーツだけでなく、日本の文化を発信していきたい」と挨拶した。
文部科学省は頭脳五輪と形容されるワールドマインドスポーツゲームズを誘致し、日本の将棋を追加種目とする構想を明らかにした。
2016年8月、リオデジャネイロオリンピックの開催に併せ、リオデジャネイロにおいてeスポーツの大会（主催者はeスポーツオリンピックを自称）が開催された。欧米では対戦アクションゲームのようなコンピューターゲーム（テレビゲーム）をゲーム文化として一つの独立した文化と見なす傾向もあることから、東京オリンピックに際しても同様の大会を開催したり、オリンピックのエキシビションとしてでもeスポーツを正式採用するよう働きかける動きがある。

## 中止になった文化事業
国立競技場の建て替え案の白紙撤回をうけ、競技場に伴うレガシー機能の内、博物館と図書館設置が廃止となった。

## 五輪教育
オリンピック憲章では「スポーツを文化と教育と融合させることで、教育的価値、社会的責任、普遍的・基本的・倫理的諸原則の尊重に基づいた生き方の創造」を目指している。
国連開発と平和のためのスポーツ事務局 は、オリンピンク・パラリンピックなどのスポーツ教育による文化交流・平和貢献・人格育成などを目指しており、日本は東京オリンピック・パラリンピックに向け国際支援活動「Sports for Tomorrow」を公約に掲げた。

## 文化五輪史
オリンピックにおける文化プログラムは、1912年のストックホルムオリンピックから1948年のロンドンオリンピックまで合計7回の大会で正式競技として実施された芸術競技が原点となる。その後、1992年のバルセロナオリンピックから文化オリンピアードとして復活し、2012年のロンドンオリンピックにおいて、クーベルタン男爵の「The Olympics is the wedding of sport and art」の精神をより強く表現することが決議・実行された。
また、2010年のバンクーバーオリンピックでは冬季オリンピックとしては初の文化オリンピアードとして、デジタル文化オリンピアードを採用し、デジタルアートを中心に映画や音楽の祭典を実施している。
一方で、1964年の東京オリンピックでは、スポーツに関係なく「五輪期間中に日本最高の芸術品を世界に紹介する」という方針を掲げ、美術部門４種目（古美術・近代美術・写真・切手）と芸能部門６種目（歌舞伎・文楽・雅楽・能楽・古典舞踊邦楽・民俗芸能）の展覧会・上演会が組織委員会主催で実施されたり 、1998年の長野オリンピックの際に障害者芸術「アートパラリンピック展」が開催された経緯がある。

### 提言
- 東京2020 オルタナティブ・オリンピック・プロジェクト - PLANETS